# Лав, вештица и орман
Лав, вештица и орман је роман за децу К. С. Луиса. Написан је 1950, а радња романа је смештена отприлике у 1940. године, и представља другу и најпознатију од књига из серије Летописи Нарније. 
Књига је посвећена Левисовом кумчету Луси Барфилд.

## Прича
Други светски рат управо почиње и четворо деце, Питер, Сузан, Едмунд и Луси, се евакуишу из Лондона 1940. како би избегла бомбардовање Лондона. Послата су да живе са професором Дигори Кирком, који живи у кући у унутрашњости Енглеске са својом кућепазитељком госпођом Мекреди и три слуге Ајви, Маргарет и Бети.
Једног кишног дана, након што су деца дошла, одлучила су да истраже велику кућу. Луси, најмлађој од њих четворо, пажњу је привукао орман који се налазио у празној соби. Она открива да је то пролаз до снегом покривене шуме са уличном светиљком у њеном средишту. Тамо среће фауна, који јој се представља као Тумнус, и позива је својој кући на чај. Говори јој да се налази у земљи Нарнији и да њом влада немилосрдна Бела вештица која води рачуна да непрестано влада зима, али да никада нема Божића.
Луси се враћа назад кроз орман, након што је у Нарнији провела сате, да би схватила да је у Енглеској за то време прошло свега неколико секунди. Едмунд, њен старији брат, је посебно арогантан према Луси. 
Неколико недеља касније, након што су заборавили на Нарнију, Луси и Едмунд се током играња жмурке сакривају у орман. Едмунд не успева да нађе Луси већ наилази на даму веома бледог лика, која се вози саоницама које вуку ирваси, и која му се представља као Краљица Нарније и даје му магични ратлук. Обећава му да ће га учинити принцом а касније и краљом Нарније и успева јој да га убеди да јој доведе и своје сестре и брата до њеног замка.
Луси и Едмунд се срећу у шуми и заједно се враћају кроз орман. Током њиховог разговора Луси помиње Белу вештицу и Едмунд схвата да је то нико други до особа са којом се спријатељио. Када се врате у Енглеску, Едмунд лаже Питера и Сузан тврдећи да су се Луси и он само играли и да је орман сасвим обичан што веома љути Луси. 
Мало касније, све четворо деце се сакривају у орман како би се сакрили од госпође МекРеди и одједном схватају да се налазе у Нарнији. Луси их води до Тумнусове пећине али тамо открива да је он одведен и да је његов дом испретурао Маугрим, шеф тајне полиције Беле вештице. Децу сакрива пар даброва (који говоре) у својој јазбини, г. Дабар и гђа Дабар, који их упознају са старим пророчанством да ће доћи „два Адамова сина и две Евине ћерке“ и сести за четири престола Каир Паравела и тада ће нестати моћ Беле вештице. Даброви им говоре о правом краљу Нарније, великом лаву по имену Аслан, који је био одсутан много година али им „поново долази“.
Едмунд их напушта и трчи ка замку Беле вештице а остали не примећује његово одсуство све док не постане прекасно да би га стигли или звали назад. Схватајући да су издани, остали одлазе да пронађу Аслана. Када Едмунд дође до Беле вештице она му прети тешким казнама и, водећи га са собом, полази у потрагу за осталом децом. 
Ипак, њена моћ почиње да слаби. Остала деца долазе до Аслана а Едмунд бива спасен баш у тренутку када се вештица спрема да га убије. 
Тражећи примирје, Бела вештица тражи да јој се преда Едмунд јер јој древни закон гарантује власт над свим издајницима. Аслан, познајући закон, нуди себе у замену за Едмунда и вештица то прихвата.
Аслана вештица жртвује на жртвенику али се он поново враћа у живот помоћу Дубље магије, према којој, када неко ко није починио издају жртвује себе као издајника, смрт се поништава и мученик се враћа у живот.
Током последње битке, Бела вештица бива побеђена и Аслан је убија.
Деца постају краљеви и краљице и проводе много година у Нарнији, и одрастају, да би се затим вратили у наш свет, где су поново деца и налазе се истог дана у истој кући одакле су и отишли.

## Ликови
- Питер Певенси је најстарије од Певенси браће и сестара. У почетку, Питер не верује у Лусине приче о Нарнији али мења своје мишљење када се и сам нађе у Нарнији. Питер је прослављен као херој због свог удела у збацивању Беле вештице. Биће крунисан као краљ Нарније и постати познат као краљ Питер Величанствени.
- Сузан Певенси је Питерова млађа сестра и Лусина старија сестра. Ни она није веровала у Нарнију све док се није нашла у њој. Крунисана је као краљица Сузан и постала позната као краљица Сузан Блага.
- Едмунд Певенси је Питеров млађи брат. Када је први пут дошао у Нарнију одмах се срео са Белом вештицом која га придобија слаткишима (турском посластицом) и наводи га да јој све исприча.
- Луси Певенси је Сузанина млађа сестра. Она открива Нарнију након што након што случајно пролази кроз магични пролаз док се крила у орману професора Кирка. Када је она испричала својој браћи и сестри нико јој није поверовао а Едмунд јој се и немилосрдно ругао. Након рестаурације Нарније, Луси је крунисана као краљица, као и њена сестра Сузан.
- Тумнус је фаун и прва особа коју Луси среће када дође у Нарнију. Тумнус се спријатељује са њом упркос наређењу Беле вештице да киднапује свако људско биће које дође у Нарнију.
- Краљица Јадис тј. Бела вештица је самопроглашена краљица Нарније.
- Аслан је лав, прави краљ Нарније.